# Geschichte von Mauritius

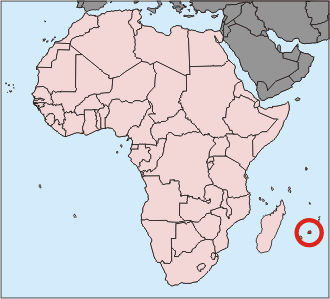
Die Lage von Mauritius zu Afrika

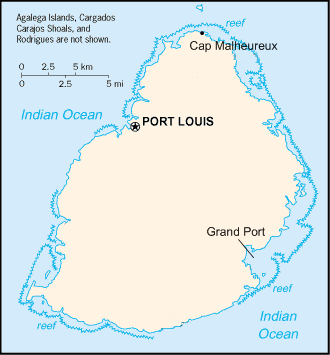
Die wichtigsten historischen Orte auf Mauritius

Die Geschichte von Mauritius umfasst die Geschichte des modernen Staates Mauritius sowie der vorangegangenen europäischen Kolonisation der afrikanischen Insel, die östlich von Madagaskar gelegen ist. Nachdem die Portugiesen die Insel nur als Stützpunkt nutzten, aber nicht als Kolonie, begann die Besiedlung von Mauritius erst 1598 mit Inbesitznahme durch die Niederlande, die die Insel nach dem Prinzen Moritz von Oranien (lat. Mauritius) benannten. Als die Niederländer die Insel 1710 verließen, wurde sie von den Franzosen besetzt, allerdings eroberten 1810 die Briten die Insel. Seine Unabhängigkeit erreichte Mauritius am 12. März 1968 und wurde am 12. März 1992 nach Einführung einer neuen Verfassung eine Republik.

## Vorkoloniale Zeit
Vor etwa acht Millionen Jahren entstand die Inselgruppe der Maskarenen, zu denen Mauritius, Rodrigues und Réunion gehören, aufgrund von vulkanischen Aktivitäten im südwestlichen Teil des Indischen Ozeans.
Ob die Insel schon Phöniziern und Malaien bekannt war, ist unbekannt. Erzählungen zufolge sollen letztere auf ihren Reisen von Madagaskar nach Indonesien die Insel entdeckt haben. Beweise dafür gibt es allerdings nicht. Die Insel ist auf einigen alten arabischen Seekarten verzeichnet und war den Arabern schon im 10. Jahrhundert bekannt. Arabische Seefahrer nannten die Insel Dina Harobi, was so viel heißt wie „verlassene Insel“. Später soll daraus Dina Robin geworden sein, was „Silberinsel“ bedeutet. Die Araber ließen sich aber nicht auf der Insel nieder, da sie vorwiegend Händler waren und die Insel nur zur Erholung, Nahrungsmittel- und Trinkwasseraufnahme nutzten. Aus diesem Grund sind auch keine Spuren oder Überreste von ihnen zu finden.

## Portugiesische Zeit (1507–1598)

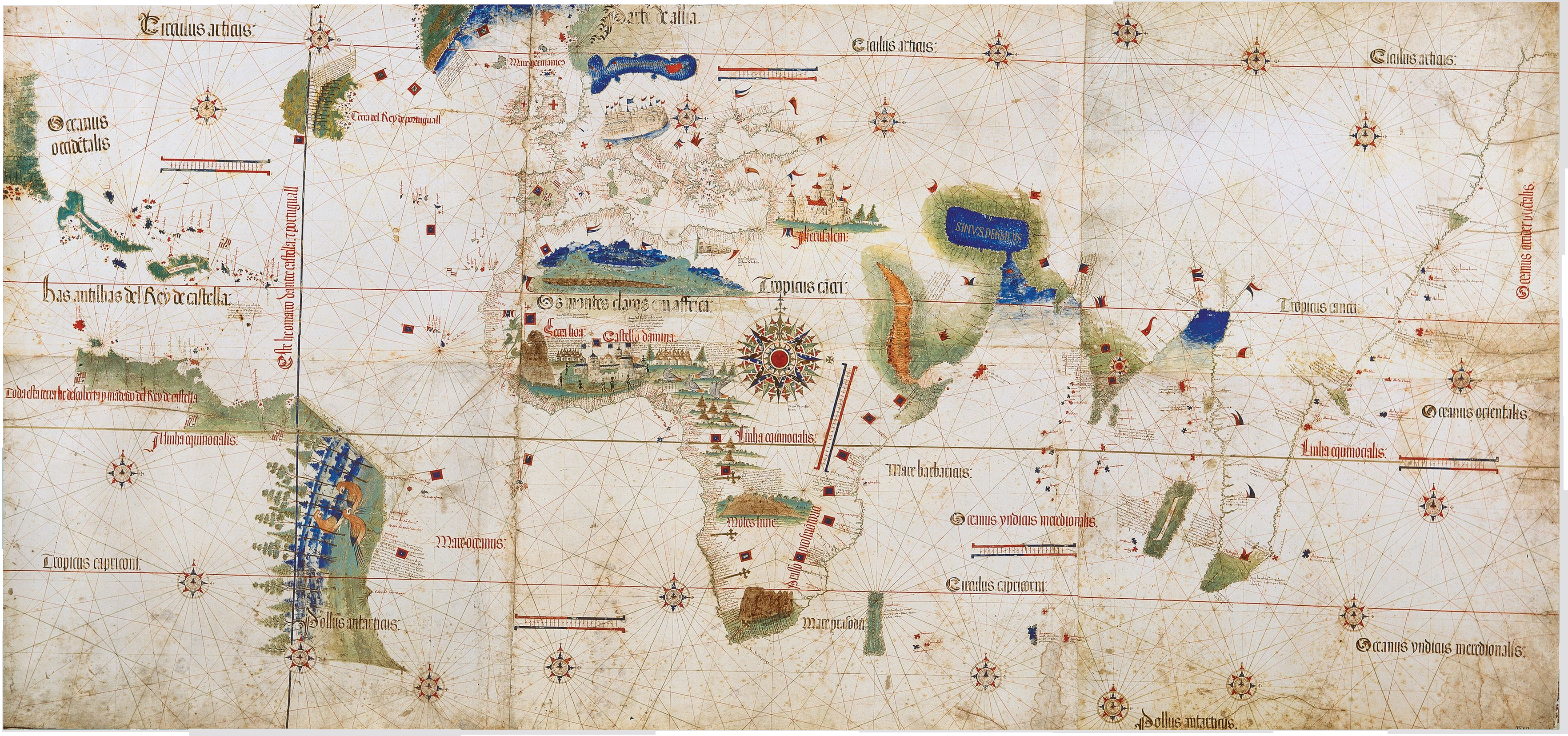
Cantino Planisphere, 1502

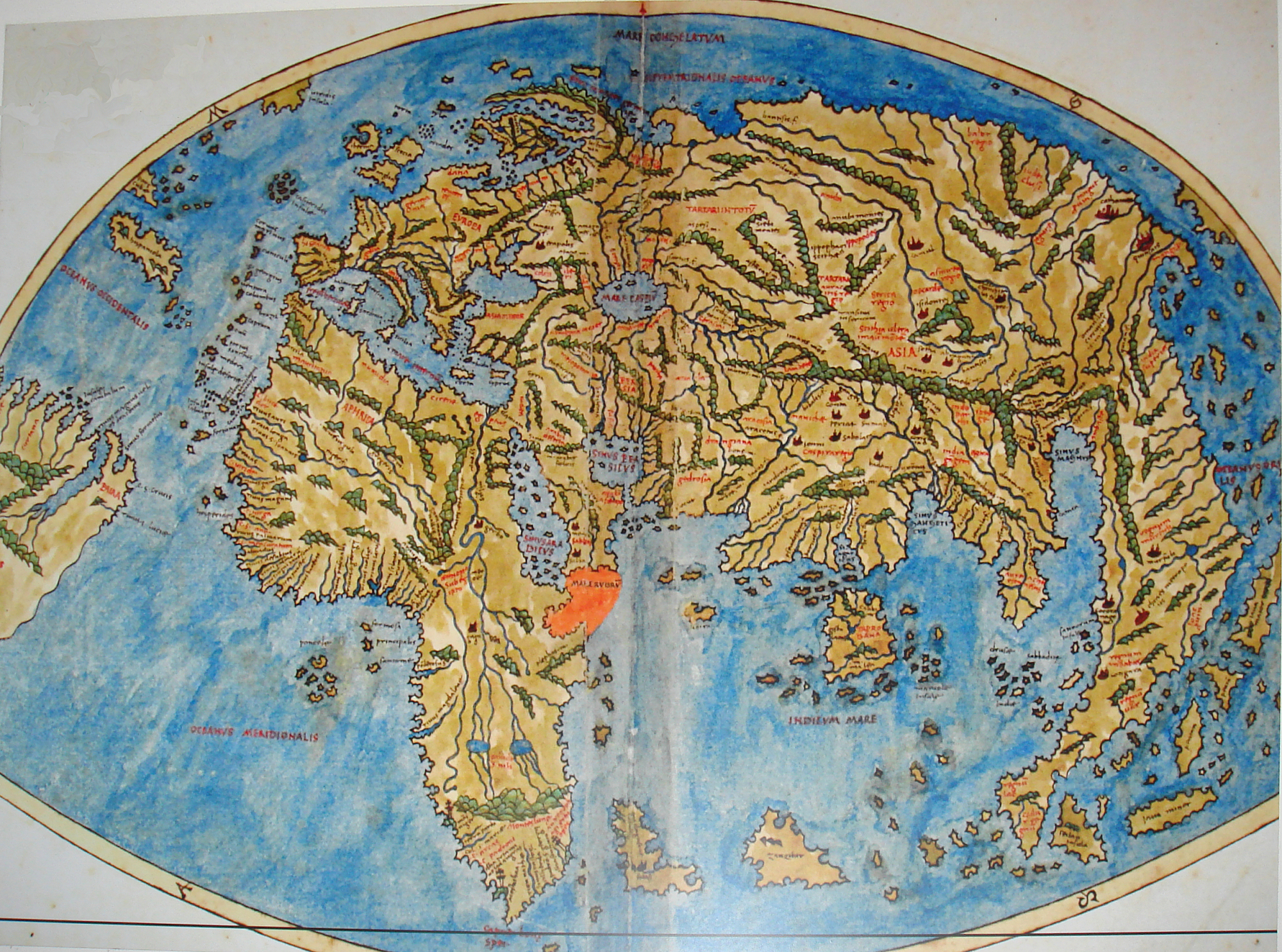
Karte von Pietro Coppo, Venedig, veröffentlicht 1520

Ob Vasco da Gama, der 1498 als erster Europäer den Seeweg nach Indien entdeckte, auch der Erste war, der die Maskarenen entdeckte, ist nicht bekannt. Auf der portugiesischen Cantino-Karte von 1502 sind sie jedenfalls eingezeichnet. Dies kann aber auch daher kommen, dass die Lage der Inseln von einer arabischen Karte übernommen wurde.
Offiziell von Europäern entdeckt wurde die Insel 1507 (andere Quellen nennen 1505 oder auch 1510) durch den Portugiesen Diego Fernandez Pereira. Er nannte die Insel Ilha do Cerne, was so viel heißt wie Schwaneninsel. Einige Quellen besagen, dass das eine Anspielung auf die Dodos sei. Andere Quellen besagen, Cerne sei „der Name des Schiffes von Pareira gewesen“. Pedro Mascarenhas sichtete die Inselgruppe etwa zehn Jahre später. Nach ihm wurden die drei Inseln seit 1620 in Karten als Islas Mascarenhas bezeichnet. Noch heute heißt die Inselgruppe nach ihm Maskarenen.
Die Portugiesen sahen in der Insel aber keinen nützlichen Anlaufhafen, da sie relativ isoliert liegt und zu jener Zeit keine Handelsgüter bot. Der portugiesische Hauptstützpunkt in Afrika war Mosambik; daher nutzten die portugiesischen Segelschiffe den Kanal von Mosambik, um nach Indien zu gelangen. Hinzu kommt, dass die weiter nördlich gelegenen Komoren auf der Route nach Süd- und Ostasien günstiger gelegen sind und daher vorwiegend als Anlaufhafen verwendet wurden. Aus diesem Grund wurden die Maskarenen von den Portugiesen nicht als dauerhaft besetzte Kolonie genutzt. Sie landeten dort nur gelegentlich, um sich auf dem Seeweg durch den Indischen Ozean mit frischem Wasser und Verpflegung einzudecken. Hierzu brachten sie zusätzlich zu den heimischen Tierarten Rinder, Schweine und Affen auf die Insel.

## Niederländische Zeit (1598–1710)

### Niederländische Segelschiffe (1598–1637)

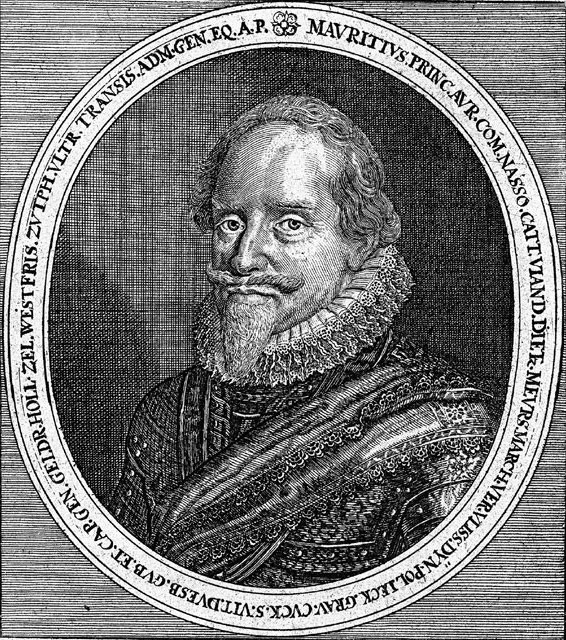
Moritz von Oranien

1598 startete eine niederländische Expedition, bestehend aus acht Schiffen von Texel (Niederlande) aus, unter dem Kommando von Admiral Jacques Cornelius van Neck und Wybrandt van Warwyck in Richtung des indischen Subkontinents. Die acht Schiffe gerieten in stürmische See, nachdem sie das Kap der Guten Hoffnung passiert hatten, und wurden getrennt. Drei Schiffe fanden ihren Weg zur Nordostküste von Madagaskar, während die übrigen fünf eine südöstlichere Route einschlugen. Am 17. September 1598 kamen die Schiffe unter dem Kommando von Admiral van Warwyck in Sichtweite der Insel. Am 20. September landeten sie in einer geschützten Bucht und gaben ihr den Namen „Port de Warwyck“ (der heutige Name ist Grand Port), im Südosten der Insel. Sie entschieden sich, die Insel „Prins Maurits van Nassaueiland“ zu nennen, in Anlehnung an den Prinzen Moritz von Oranien (ndl. Maurits, lat. Mauritius) aus dem Haus Nassau, den Statthalter von Holland. Aus dieser Zeit ist heute nur noch der Name Mauritius erhalten. Am 2. Oktober brachen die Schiffe nach Bantam auf.
Seit dieser Zeit wurde der „Port de Warwyck“ häufig als Anlaufhafen für Zwischenstopps nach langen Monaten auf See verwendet. 1606 landete eine Expedition dort, wo heute Port Louis liegt, im Nordwesten der Insel. Die Expedition, bestehend aus elf Schiffen und 1.357 Mann unter dem Kommando von Admiral Corneille, landete an einem Strand, den sie aufgrund der vielen Landschildkröten dort „Rade des Tortues“ (Hafen der Schildkröten) nannten.
Seit dieser Zeit wählten niederländische Schiffe „Rade des Tortues“ regelmäßig als Anlaufhafen auf der Route nach Indien. Nach dem Schiffbruch und dem damit verbundenen Tod des Gouverneurs Pieter Both, der mit vier beladenen Schiffen auf dem Rückweg von Niederländisch-Indien war, verbreitete sich ab 1615 das Gerücht, dass die Route über Mauritius verflucht sei. Daraufhin versuchten niederländische Segler diese Route weitestgehend zu meiden und stattdessen den Weg über Madagaskar einzuschlagen.
In der gleichen Zeit drangen Engländer und Dänen immer weiter in den Indischen Ozean vor. Diejenigen von ihnen, die auf der Insel landeten, fällten die Ebenholzbäume, die es damals noch im Übermaß gab, und nahmen die wertvolle Rinde mit.

### Niederländische Kolonialisierung (1638–1710)
Die niederländische Kolonialisierung begann 1638 und endete 1710 mit Ausnahme einer kurzen Unterbrechung zwischen 1658 und 1666. Das Eiland war während der ersten 40 Jahre seit der Entdeckung durch die Niederländer nicht durchgehend besiedelt, aber 1638 gründete Cornelius Gooyer die erste feste Siedlung auf Mauritius als eine Garnison von 25 Einwohnern, mit dem Namen Fort Frederik Hendrik. Damit wurde er auch erster Gouverneur der Insel. Frankreich nahm im selben Jahr die benachbarten Inseln Rodrigues und Réunion in Besitz. 1639 kamen weitere 30 Siedler, um die niederländische Kolonie zu verstärken. Gooyer wurde beauftragt, das Handelspotential der Insel auszuweiten, aber schließlich wegen Erfolglosigkeit abberufen. Sein Nachfolger wurde Adriann van der Stel, der begann, Ebenholzrinde zu exportieren. Für diesen Zweck kaufte Van der Stel 105 madagassische Sklaven. Innerhalb der ersten Woche gelang es 60 Sklaven, in die Wälder zu flüchten, und nur etwa 20 von ihnen konnten schließlich wieder zurückgeholt werden.
1644 mussten die Einwohner einige Schicksalsschläge wie Zyklone, schlechte Ernten und Verspätungen von Versorgungsschiffen überwinden. In diesen Monaten lebten die Kolonisten lediglich vom Fischen und Jagen. Nichtsdestoweniger sicherte sich van der Stel die Zusendung von 95 weiteren Sklaven aus Madagaskar, bevor er nach Sri Lanka versetzt wurde. Sein Nachfolger wurde Jacob van der Meersh. 1645 ließ dieser sich 108 weitere Sklaven aus Madagaskar bringen. Van der Meersh verließ Mauritius 1648 und wurde durch Reinier Por ersetzt.
In den Jahren 1652 bis 1657 mussten die Bewohner weitere Nöte überstehen. Die Bevölkerung zu dieser Zeit betrug etwa 100 Siedler. 1657 bat die Bevölkerung aufgrund der anhaltenden Belastungen endlich um Evakuierung von der Insel. Am 16. Juli 1658 verließen nahezu alle Einwohner das Eiland. Ausnahmen bildeten lediglich ein Junge und zwei Sklaven, die im Wald einen Unterschlupf gefunden hatten. Auf diese Weise schlug der erste Versuch der Niederländer, die Insel zu kolonialisieren, fehl.
Ein zweiter Versuch wurde 1664 unternommen. Allerdings überließen die dafür ausgewählten Männer den kranken Kommandanten van Niewland seinem Schicksal, worauf dieser starb.

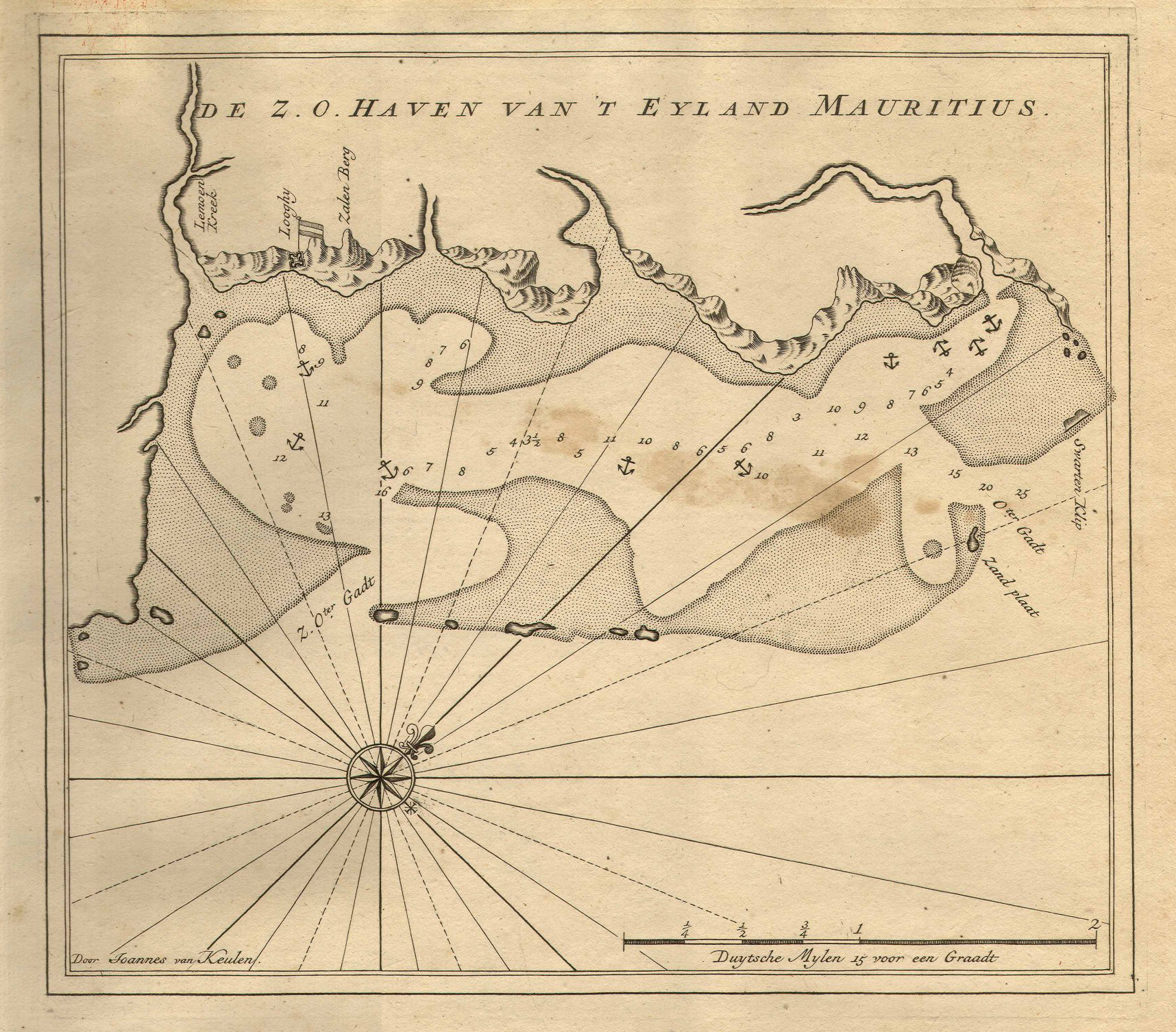
Niederländische Schiffskarte eines Küstenabschnitts von Mauritius von Van Keulen, 1753

Von 1666 bis 1669 baute Dirk Jansz Smiet eine neue Kolonie am Grand Harbor auf, mit der Hauptaufgabe des Abholzens und Exportes von Ebenholz. Als Dirk Jansz Smiet die Insel verließ, wurde er von Georg Friedrich Wreede ersetzt. Der ertrank 1672 zusammen mit fünf anderen Kolonisten bei einer Aufklärungsexpedition. Sein Nachfolger wurde Hubert Hugo. Er war ein Mann mit Visionen, der die Insel in eine landwirtschaftliche Kolonie verwandeln wollte. Seine Vision wurde von seinen Vorgesetzten aber nicht unterstützt und er konnte seine Ideen daher nicht voll umsetzen. Isaac Johannes Lamotius wurde neuer Gouverneur, als Hugo 1677 die Insel verließ. Lamotius regierte bis 1692, bis er nach Batavia (heute Jakarta) versetzt wurde. So wurde 1692 Roelof Deodati zum neuen Gouverneur ernannt. Obwohl er versuchte die Insel weiterzuentwickeln, musste er wiederholt große Probleme meistern. Diese waren – wie in den 1650ern – Zyklone, Dürren, Schädlingsplagen, aber auch Rinderseuchen. Deodati gab schließlich entmutigt auf und wurde von Abraham Momber van de Velde ersetzt. Diesem erging es nicht besser und er war schließlich der letzte niederländische Gouverneur auf Mauritius. 1710 verließen die Niederländer die Insel endgültig. Mauritius war fast vollständig abgeholzt und die Tierbestände (wie beispielsweise die der Dodos) ausgerottet bzw. stark dezimiert.

### Das Erbe der Niederländer
Ein Überbleibsel der ehemaligen Herrschaft der Niederländer ist die Namensgebung der Insel und vieler Regionen auf der ganzen Insel. So ist beispielsweise der zweithöchste Berg von Mauritius nach Pieter Both benannt. Die Niederländer führten zudem Zuckerrohr aus Java ein und bauten es auf Plantagen intensiv an. So entwickelte sich mit der Zeit die Zuckerindustrie zu einem der wichtigsten Wirtschaftsgüter der Insel und die Zuckerrohrplantagen bestimmen bis heute das Erscheinungsbild des Landes. Die Siedler führten neue Tierarten ein, die aber in Konkurrenz zu den bereits vorhandenen Arten traten. Mit den Tieren wurden auch Schädlinge auf die Insel gebracht. Neben diesen beiden Faktoren hatte auch die Jagd der Kolonisten zur Nahrungsbeschaffung zur Folge, dass es zur Ausrottung bzw. Dezimierung des Dodo- und des Riesenschildkrötenbestandes kam. Auch wurden zur Gewinnung von Ebenholz und zur Platzgewinnung für den Zuckerrohranbau große Teile der Wälder zerstört und abgeholzt.

## Zeit der Piraterie (1710–1715)
Als die Holländer um 1710 die Insel Mauritius in Richtung Südafrika verließen, setzten sich Seeräuber auf Mauritius fest. Schon ab Mitte des 17. Jahrhunderts begannen sich Piraten im Indischen Ozean auszubreiten, da es für sie dort sehr lukrativ war. Abgelegen von den großen Stützpunkten der europäischen Handelsmächte England und Frankreich, konnten sie sich auf Mauritius und den anderen Inseln im Indischen Ozean ungestört festsetzen und hatten gleichzeitig die Möglichkeit, die großen Handelsschiffe, die meist voll beladen auf dem Weg von Ostasien nach Europa waren und dabei unweit der Inseln entlang segelten, auszurauben. Sie operierten immer dreister und fügten der Handelsschifffahrt erheblichen Schaden zu. Um die Übergriffe zu stoppen, griff die Handelsmacht Frankreich ein und kämpfte gegen das inzwischen gut organisierte Piratentum, das der Offensive aber nicht standhalten konnte.

## Französische Zeit (1715–1810)

Flagge von Île de France von 1794 bis 1810

Von den Niederländern verlassen, wurde das Land 1715 zu einer französischen Kolonie, als Guillaume Dufresne D’Arsel auf der Route nach Indien Mauritius als Anlaufhafen nutzte, das Eiland für Frankreich beanspruchte und die Insel in Île de France (frz.: „Insel Frankreichs“) umbenannte. Aber erst 1721 begannen die Franzosen ihre Besiedlung. Zu dieser Zeit lebten nur 15 Kolonisten und etliche Sklaven auf Mauritius. Mahé de Labourdonnais war von 1734 bis 1746 Gouverneur von Île de France, gründete 1735 Port Louis als Flottenstützpunkt und Schiffsbauzentrum und errichtete dort den Gouverneurssitz. Er war der Erste, der Île de France effektiv weiterentwickelte. Unter ihm wurden viele neue Gebäude gebaut, die teilweise auch heute noch stehen, darunter das Government House, das Chateau de Mon Plaisir in Pamplemousses und die Line Barracks. Labourdonnais förderte den Aufbau der Infrastruktur und der Landwirtschaft. Er ließ Zuckerrohrplantagen von Sklaven aus Ostafrika und Madagaskar anlegen und bewirtschaften, die auch heute noch das Landschaftsbild der Insel prägen. Im Jahre 1744 eröffneten dann auch die ersten beiden Zuckerraffinerien. Die nachfolgenden Gouverneure waren nicht in der Lage, den Aufschwung von Mauritius weiter voranzutreiben.

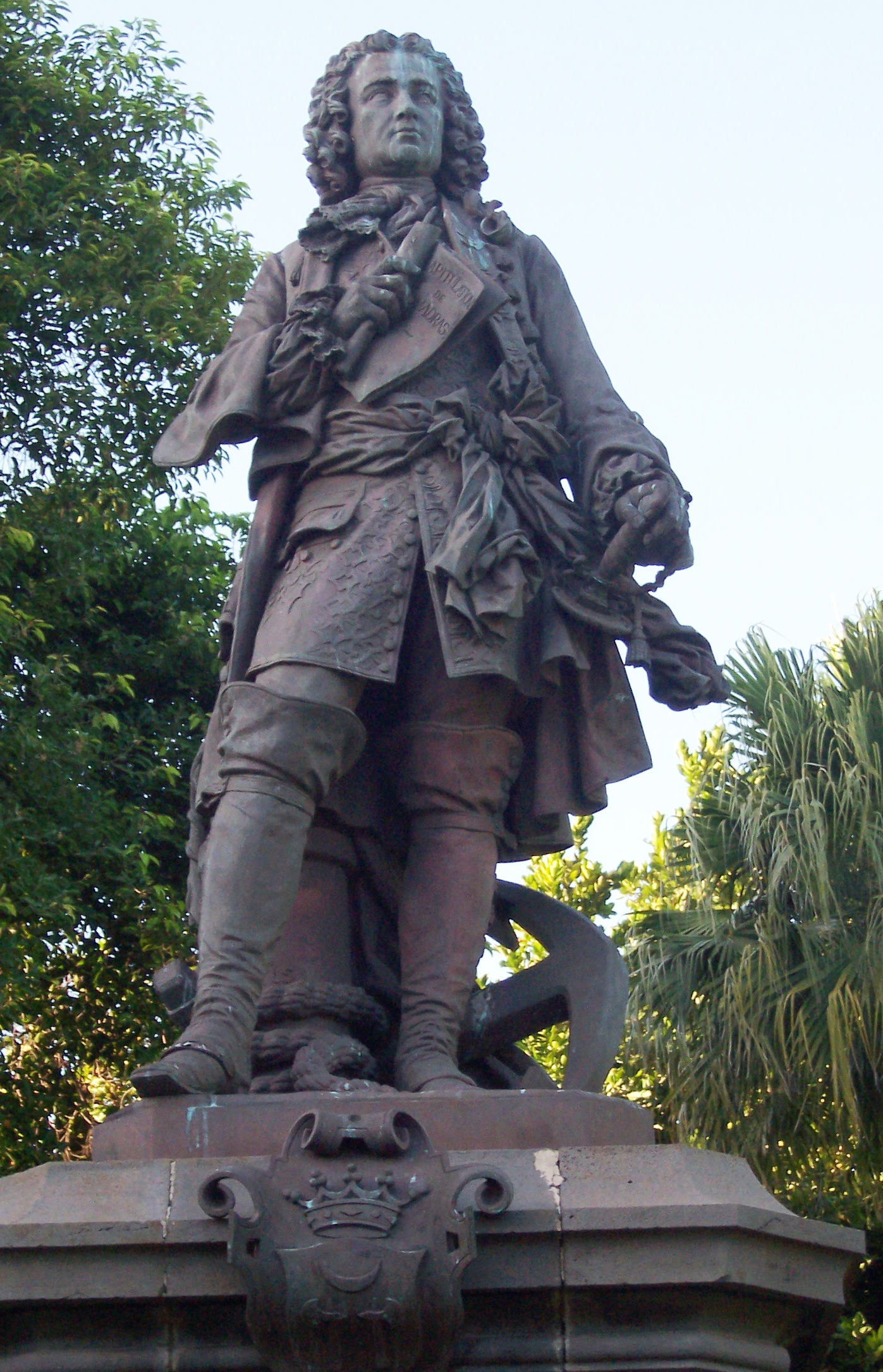
Statue von Mahé de Labourdonnais auf Réunion

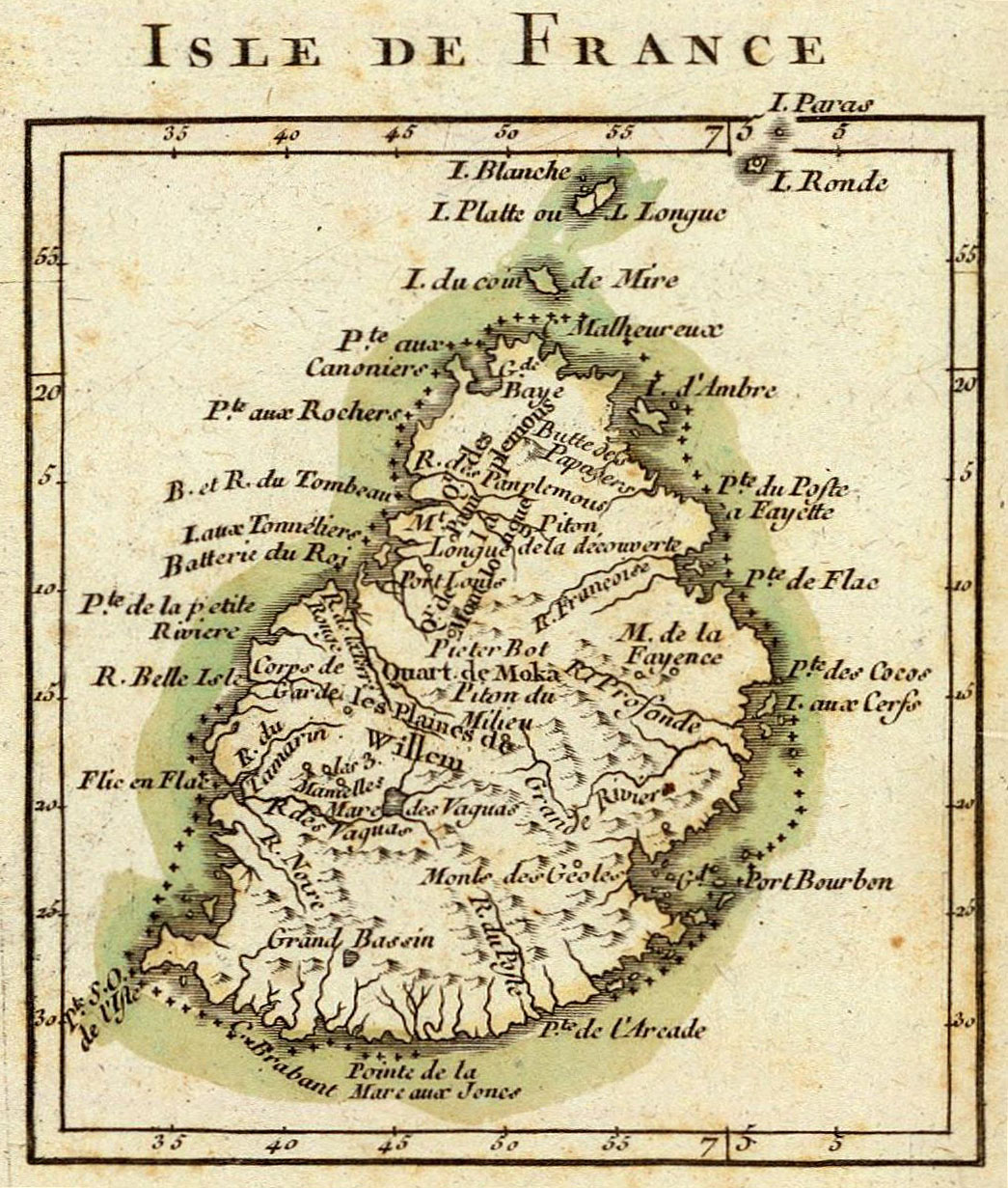
Rigobert Bonne: Isle de France (1791)

Infolge des Siebenjährigen Krieges ging die Französische Ostindienkompanie, die bis dahin Eigentümerin des Eilands war und es auch verwaltete, bankrott. Von 1767 bis 1810 war die Insel französische Kronkolonie mit Ausnahme einer kurzen Periode während der Französischen Revolution. Erster Gouverneur nach dem Übergang der Insel an die französische Krone war Pierre Poivre, der es schaffte, an die erfolgreiche Zeit unter Labourdonnais anzuknüpfen. Er ließ die Infrastruktur und Gebäude erneuern, weiter ausbauen und intensivierte den Gewürzanbau, um sich neue Handelsgüter zu sichern und dadurch auch das damals vorherrschende Monopol der Niederländer im Gewürzhandel zu brechen. Unter ihm wurden auch die Botanischen Gärten von Pamplemousses (der heutige Name ist Sir Seewoosagur Ramgoolam Botanical Garden) deutlich erweitert und wurden zu einem der schönsten botanischen Gärten der Welt. 1776 lebten laut Volkszählung schon 33.536 Menschen auf der Insel, der größte Teil (etwa 85 %) davon Sklaven, während nur gut 6000 Menschen europäischer Abstammung waren.
Als von 1794 bis 1803 im Zuge der Französischen Revolution die Sklaverei abgeschafft wurde, brachen die Kolonisten für diese Zeit mit Frankreich, um die Auswirkungen auf die Landwirtschaft der Insel zu verringern. Gleichzeitig versuchten die Mauritier unabhängiger von Frankreich zu werden und begannen daher verstärkt mit anderen Ländern zu handeln. Besonders wurde der Handel mit neutralen Ländern wie Amerika und Dänemark ausgeweitet. Allein nach Amerika wurden 1805 und 1806 insgesamt etwa 200 Schiffsladungen transportiert. Da die Île de France wirtschaftlich immer weiter aufstieg, wurden die Briten auf die Insel aufmerksam, zumal sie 1794 schon bis zu den Seychellen vorgedrungen waren und diese in ihren Besitz brachten. Während der Napoleonischen Kriege wurde die Insel zu einer Basis für französische Korsaren, die britische Handelsschiffe überfielen und ausraubten, um damit die Briten im Krieg zu schwächen. Dies taten sie mit der Erlaubnis der französischen Regierung, die ihnen einen Kaperbrief ausstellte. Somit bot die Île de France den Korsaren einen sicheren Unterschlupf. Diese Raubzüge wollten die Engländer dadurch unterbinden, dass sie auf die Korsaren hohe Kopfgelder aussetzten. Dies brachte allerdings nicht den erhofften Erfolg und daher dauerten die Raubzüge bis 1810 an, bis eine kampfstarke britische Flotte zur Île de France gesandt wurde.

## Britische Zeit (1810–1968)

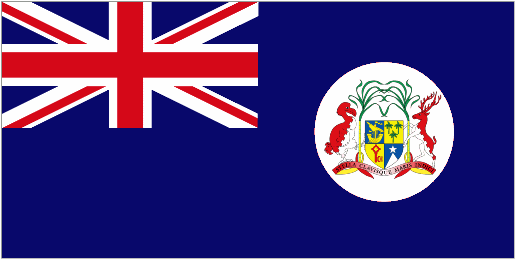
Britische Kolonialflagge von Mauritius (1906–1923)

Zunächst konnte die französische Flotte im Kampf im Grand Port unter dem Kommodore Pierre Bouvet am 19. und 20. August 1810 noch als Sieger hervorgehen. Da dies der einzige Seesieg der Franzosen über die Briten war, ließ Napoleon diesen sogar auf dem Triumphbogen in Paris abbilden. Die Briten landeten mit 60 Schiffen und insgesamt 1000 Mann im Norden bei Cap Malheureux. Sie hatten dort eine Lücke im Korallenriff entdeckt, das die komplette Insel umgibt, und konnten so mit den Booten auf die Insel übersetzen. Da dies unbemerkt geschah und die Franzosen nicht einen Landangriff von Nordosten aus erwarteten, konnten die Briten schnell bis zur Hauptstadt vordringen, die von der Landestelle nur 29 Kilometer entfernt lag. Der Gouverneur Dacaen hatte erwartet, dass die Briten vom Meer aus die Hauptstadt angreifen würden, und hatte daher seine Flotte in Port Louis vor Anker gehen lassen. Die Franzosen kapitulierten am 3. Dezember 1810, da die Briten den 4000 Franzosen deutlich überlegen waren. Im Vertrag von Paris von 1814 ging die Insel zusammen mit Rodrigues und den Seychellen an Großbritannien über und wurde wieder von „Île de France“ in Mauritius umbenannt. In dem Vertrag sicherten die Briten zu, dass die Sprache, die Bräuche, die Gesetze und die Traditionen der Einwohner respektiert werden. Schon in den Kapitulationsbedingungen von 1810 war eine derartig großzügige Behandlung zugesichert worden. Zu begründen ist das wohl damit, dass Mauritius zu klein und wirtschaftlich zu unbedeutend war und den Briten allein die strategisch günstige Lage als Gewinn aus dem Krieg ausreichte.

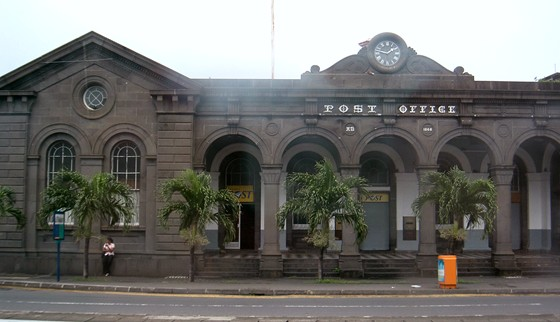
Das 1868 erbaute Post Office in Port Louis, heute Mauritius Postal Museum

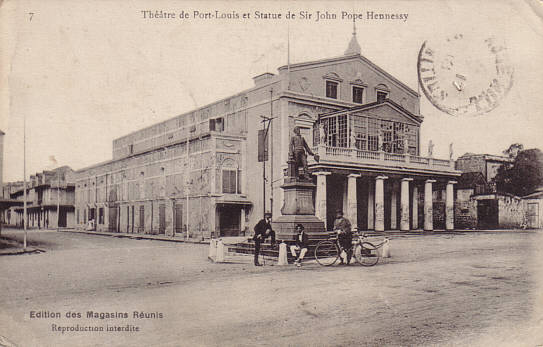
Das Theater von Port Louis (Postkarte von etwa 1900)

Ab 1814 war Mauritius britische Kronkolonie und gehörte somit zum Britischen Empire. Die britischen Besatzer nahmen nur wenig Einfluss auf das Geschehen und die Verhältnisse der Insel. Viele französische Institutionen blieben daher erhalten, beispielsweise die französische Sprache, die damals stärker verbreitet war als Englisch, und der napoleonische Code civil.
Die britische Verwaltung begann unter Gouverneur Robert Farquhar und war von sozialen und ökonomischen Veränderungen geprägt. Der von Niederländern begonnene und von Franzosen geförderte Zuckerrohranbau wurde bis zum Entstehen einer Monokultur ausgeweitet. Am Ende des 19. Jahrhunderts betrug die Produktion von Zuckerrohr 100.000 Tonnen, und die Anbaufläche des Zuckerrohrs machte bis zu 90 Prozent des agrarisch nutzbaren Landes auf der Insel aus. Demzufolge wurden auch viele weitere Zuckerfabriken gebaut, so dass es auf der Insel zeitweise bis zu 300 von ihnen gab. Die steigende Wirtschaftsleistung erforderte eine verbesserte Infrastruktur. 1864 wurde die erste Eisenbahnlinie von Port Louis nach Flacq eröffnet. Bis zum Jahr 1904 wurden etwa 200 Kilometer Gleise verlegt. Der Hafen von Port Louis wurde modernisiert und Wohlfahrtsorganisationen gegründet. Auch das Postwesen wurde durch den Bau weiterer Postämter verbessert. 1847 wurden die ersten Briefmarken gedruckt, die als Rote und Blaue Mauritius berühmt geworden sind. Damit war Mauritius das fünfte Land der Erde, das Briefmarken herausbrachte.

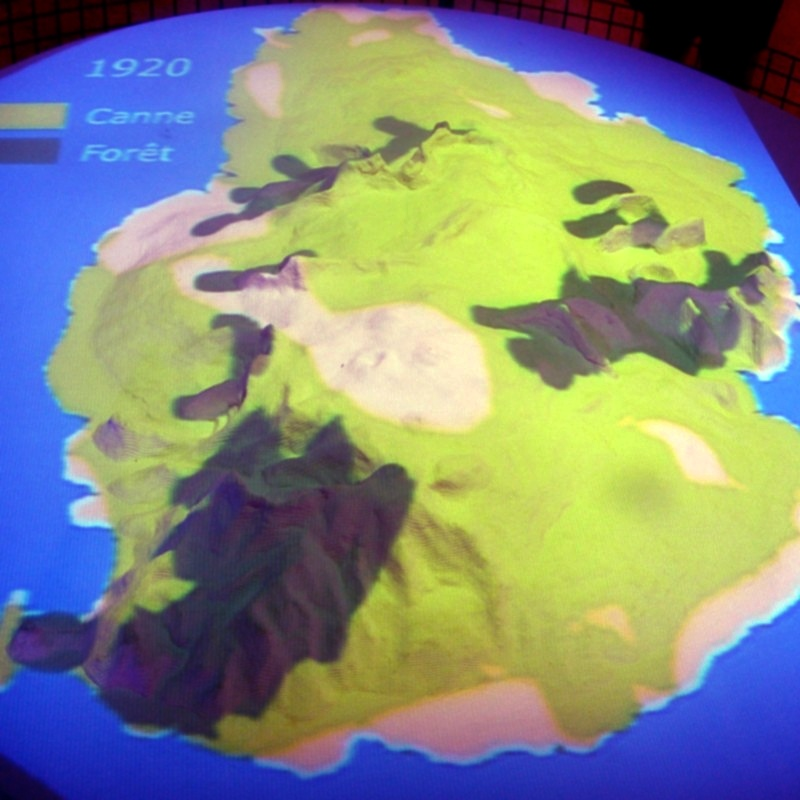
Die Verbreitung von Zuckerrohr (hellgrün) auf Mauritius um 1920

Nachdem die britische Kolonialmacht 1835 die Sklaverei verboten hatte, war die Mehrzahl der freigelassenen Sklaven, die zur Zeit der französischen Besatzung vorwiegend aus Madagaskar und anderen afrikanischen Ländern kamen, nicht bereit für die Kolonialherren auf den Feldern zu arbeiten. Für die Abschaffung der Sklaverei bekamen die Farmer eine Entschädigung von zwei Millionen Pfund Sterling. Da die expandierende Zuckerindustrie jedoch viele Arbeitskräfte brauchte, wurden Vertragsarbeiter aus Indien angeworben, die auch als Kuli bezeichnet wurden. So setzte Mitte des 19. Jahrhunderts eine Masseneinwanderung von indischen Arbeitern, Hindus und Moslems ein, die nun die Arbeit auf den Zuckerrohrplantagen übernahmen. Die meisten von ihnen wurden im Aapravasi Ghat, einem heute noch stehenden Einwanderungsdepot, untergebracht. Eigentlich bekamen alle Einwanderer einen befristeten Arbeitsvertrag über fünf Jahre, doch die meisten konnten es sich nicht leisten, nach Ablauf des Vertrages in ihre Heimat zurückzukehren.
Zu dieser Zeit besaßen die Franko-Mauritier nahezu alle großen Zuckerrohrplantagen, betrieben aktiv Handel und kontrollierten die Bankgeschäfte. Der indo-mauritische Anteil an der Bevölkerung stieg aufgrund der Einwanderung aber stetig an und somit wuchs auch deren politische Macht. 1865 lag der Anteil der Bevölkerung indischer Herkunft bei etwa 50 Prozent. Weil es immer mehr Einwanderer gab, stieg die Arbeitslosigkeit an und es wurde ab 1871 für so genannte „Kontraktarbeiter“ ein Einwanderungsstopp verhängt, weil auf den Plantagen tätige Inder zu diesem Zeitpunkt inzwischen 60 Prozent Bevölkerungsanteil erreicht hatten. Die Konflikte zwischen der indischen Gemeinde (größtenteils die Arbeiterklasse) und der franko-mauritischen Oberschicht wuchsen in den 1920ern deutlich an. Es kam zu gewalttätigen Übergriffen, die mehrere Todesopfer unter den indischen Einwanderern forderten. Um die Interessen der Arbeiter zu schützen, gründete Maurice Cure 1936 mit der Mauritius Labour Party (MLP) die erste politische Partei auf Mauritius. Ein Jahr später übernahm Emmanuel Anquetil die Parteiführung und versuchte, auch die Hafenarbeiter für sich zu gewinnen. Nach seinem Tod im Dezember 1946 leitete Guy Rozemond die Geschicke dieser Partei. Einen anderen Weg schlug der Volksaufklärer und Hindu-Missionar Basdeo Bissoondoyal ein, der in stark besuchten Andachten seinem indo-mauritischen Publikum religiöses, kulturelles und auch politisches Selbstbewusstsein zu vermitteln versuchte.
Die Eröffnung des Sueskanals 1869 läutete den Rückgang der Bedeutung von Mauritius als Anlaufhafen für Schiffe, die das Kap der Guten Hoffnung auf der Route von Ostasien nach Europa umrundeten, ein. Wegen der Monokultur war die Wirtschaft auf der Insel von der Entwicklung des Zuckerrohr-Weltmarktpreises besonders abhängig. Da vermehrt auch Zuckerrohr in der Karibik angebaut wurde und man in Europa begann Zuckerrüben anzubauen, sank der Preis für Zuckerrohr deutlich und es kam auf Mauritius Ende des 19. Jahrhunderts in der Zuckerrohrindustrie und somit in der gesamten Wirtschaft zur Krise. Zwischen 1937 und 1943 kam es auch aufgrund der geänderten politischen Situation zu einigen Streiks in der Zuckerrohrindustrie. Bei den Unruhen von Belle Vue Harel im September 1943 erschossen Polizisten vier Arbeiter einer Zuckerrohrplantage im Norden der Insel.
Auch von Epidemien und Umweltkatastrophen blieb Mauritius nicht verschont. Zwischen 1866 und 1868 gab es eine Malariaepidemie, der etwa 50.000 Mauritier zum Opfer fielen. Kurz vor der Jahrhundertwende brach auch eine Choleraepidemie aus, der Zyklon in Mauritius 1892 vernichtete Teile der Insel und ein Großbrand vernichtete Port Louis.
Ende des 19. Jahrhunderts versuchte man vermehrt durch Reformen den Abstieg aufzuhalten. So wurde 1885 ein Wahlrecht für die Mitglieder der Oligarchie in der Verfassung verankert. Durch die Einschränkung der Wahlberechtigten gingen 1909 lediglich zwei Prozent der Bevölkerung wählen. Aus diesem Grund kontrollierten vor allem die Franko-Mauritier die politischen Geschäfte. Man versuchte wegen der Wirtschaftskrise unabhängiger vom Zuckerrohr zu werden, was allerdings nicht gelang. Dies kam auch daher, dass gerade die Franko-Mauritier den größten Teil der Zuckerrohrplantagen besaßen. Mauritius blieb bis in die Jahre des Zweiten Weltkrieges nahezu auf dem Stand des späten 19. Jahrhunderts stehen. Während des Krieges bauten die Briten einen Militärflugplatz bei Plaisance und nutzten ihn als Stützpunkt im Indischen Ozean. Ab 1946 wurde er zum Zivilflughafen umgerüstet.
Als im Zweiten Weltkrieg die Kaiserlich Japanische Armee Burma eroberte, fiel ein wichtiger mauritischer Reislieferant weg und es kam zu einer Nahrungsmittelknappheit, so dass Nahrungsmittel rationiert werden mussten. Ein weiteres Problem war, dass sich die Preise seit der Jahrhundertwende verdoppelt hatten, während die Durchschnittslöhne unverändert blieben. Da besonders die Unterschicht darunter litt und die Arbeiterpartei politisch keine Verbesserung durchsetzen konnte, kam es immer häufiger zu Protesten und zu politischen Bewegungen. Die Arbeiter formierten sich in Gewerkschaften und anderen Interessensgruppen, um ihren Forderungen Nachdruck zu verleihen. Aufgrund des wachsenden Drucks setzten sich der Gouverneur, das Kolonialbüro und die politischen Parteien zu Verhandlungen zusammen, die zu einer neuen Verfassung führten.

## Der Weg in die Unabhängigkeit

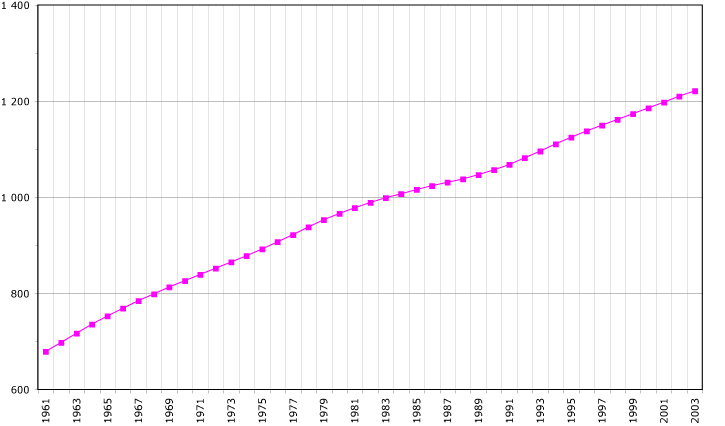
Demographische Entwicklung seit 1961

Das neue Wahlgesetz, das im August 1948 angewendet wurde, gewährte jedem Mauritier, der lesen und schreiben konnte und älter als 21 war, das Wahlrecht.  In der britischen Inselkolonie Mauritius war die politische Vertretung davor auf die Elite beschränkt gewesen. Damit war auch das Frauenwahlrecht eingeführt. Dies alles änderte die bisherigen Machtverhältnisse, weil nun deutlich mehr Inder zur Wahl berechtigt waren. Bei den Wahlen 1948 für die neu gegründete Legislative Assembly wurden dementsprechend auch mehrheitlich Indo-Mauritier gewählt. Sie konnten 11 der 19 Abgeordneten stellen. Die Mauritian Labour Party gewann 12 Parlamentssitze, während die Parti Mauricien, die die Interessen der franko-mauritischen Plantagenbesitzer vertrat, lediglich 7 Sitze ergatterte. Allerdings behielt die Parti Mauricien vorerst die Macht, da 12 weitere Abgeordnete zu ihren Gunsten ernannt wurden.  Eine neue Verfassung brachte 1959 die Einführung des allgemeinen Wahlrechts für Erwachsene. Seit den Wahlen von 1959 bekam stets eine Koalition aus der Labour Party und der Muslim Committee of Action (CAM), die sich aus Vertretern von Moslems und Hindus bildete, die Mehrheit und begann sich für die Unabhängigkeit starkzumachen. Die Unabhängigkeitsbewegung wurde 1961 weiter verstärkt, als die britische Regierung eine weitreichende Selbstbestimmung und sogar die Unabhängigkeit von Mauritius in Aussicht stellte.
1965 wurde in London eine Konferenz abgehalten, die auf die Unabhängigkeit der Insel hinarbeiten sollte. Bei den Wahlen 1967 ging es vor allem darum, ob die Bevölkerung die Unabhängigkeit des Landes wirklich wollte, da mit der Wahl indirekt auch die Entscheidung über die Unabhängigkeit getroffen wurde. Die Koalition aus Labour Party, CAM und der Independent Forward Bloc (IFB), einer traditionalistischen Hindu-Partei, bekam die Mehrheit in der Legislative Assembly gegenüber der franko-mauritischen Opposition, die lediglich aus der Mauritian Social Democratic Party (PMSD) unter Jules Koenig und Gaetan Duvals bestand. Somit konnten die Parteien, die sich für die Unabhängigkeit aussprachen, mit knappem Abstand gewinnen. Der Unabhängigkeit stand also nichts mehr im Wege.

## Unabhängigkeit

Heutige Flagge von Mauritius (seit 1968)

### 1968–1992
Nach 150 Jahren britischer Herrschaft wurde Mauritius am 12. März 1968 unabhängig und verlor somit seine Zugehörigkeit zum British Empire, trat aber dafür dem Commonwealth bei. Die Proklamation fand auf dem Champ de Mars in Port Louis statt. Erster Premierminister wurde der Führer der Arbeiterpartei, Sir Seewoosagur Ramgoolam, der Mauritius in den ersten 14 Jahren seiner Unabhängigkeit regierte. Das Frauenwahlrecht wurde bestätigt.
Eine Bedingung für die Unabhängigkeit war, dass Mauritius den Chagos-Archipel, der seit der französischen Zeit von Port Louis aus verwaltet worden war, an Großbritannien abtreten musste. Dieses verpachtete den Archipel an die USA. Es kam zur Vertreibung der Chagossianer und die ca. 2000 Einwohner der Inselgruppe wurden in den nächsten Jahren nach Mauritius und zu den Seychellen zwangsweise umgesiedelt, während militärische und geheimdienstliche Strukturen aufgebaut wurden. Dies führte zu einigen Verstimmungen zwischen Mauritius und den USA, die auch heute noch andauern. Die Chagossianer kämpfen bis heute für ihr Recht auf Rückkehr auf ihre Inseln. Nach einem Gutachten des Internationalen Gerichtshofs 2019 sprach die UN-Vollversammlung Chagos mit großer Mehrheit Mauritius zu und forderte Großbritannien auf, sich von den Inseln zurückzuziehen.
Wirtschaftlich begann man sich weiter vom Zuckerrohr unabhängig zu machen. Auch wenn Zucker immer noch einen Großteil des Exportes ausmachte, schaffte man es mit der Ansiedlung einer Textilindustrie einen weiteren erfolgreichen Wirtschaftssektor aufzubauen. Zwischenzeitlich brachten die Einrichtung einer Freihandelszone und ein steigender Zuckerpreis eine wirtschaftliche Erholung. Diese war allerdings nicht von langer Dauer, da Wirbelstürme, ein erneuter Rückgang des Zuckerpreises und das hohe Bevölkerungswachstum zu Problemen führten. Auch die Freihandelszone brachte letztlich nicht den gewünschten Erfolg. So stieg die Zahl der Arbeitslosen auf 20 % an, die Inflation war enorm und die Wirtschaft stagnierte. Auch die Rationalisierungen bei der Abfertigung von Transportschiffen im Hafen bedingte fast 2.000 weitere Entlassungen. Hierdurch wurde die Industrie auch unabhängiger von Streiks.
Wieder aufwärts mit der Wirtschaft ging es in den 1980ern. Die EU garantierte ein Kontingent an Zucker in Höhe von 507.000 Tonnen (3/4 der Jahresproduktion) zu einem überdurchschnittlichen Preis abzunehmen. Der Anteil der Industrie am BIP stieg bis 1987 auf 15 % an, während gleichzeitig der Anteil des Zuckerrohrs von 23 % (1968) auf 13,3 % (1987) sank. Im gleichen Jahr überstieg auch die Anzahl der Arbeitnehmer in der Textilproduktion die Arbeitskräfte im Bereich der Zuckererzeugung. Auch eine immer stärker werdende Tourismusbranche garantierte ein kontinuierliches Wirtschaftswachstum. Mitte der 1990er Jahre konnte die Arbeitslosigkeit so auf 1,6 % gesenkt werden.
1982 bekam die Allianz aus der 1970 gegründeten Mouvement Militant Mauricien (MMM) und der Parti Socialiste Mauricien (PSM) eine überwältigende Mehrheit. Anerood Jugnauth, Vorsitzender der MMM, wurde Premierminister und Harish Boodhoo wurde sein Stellvertreter. Berenger, der zu dieser Zeit Finanzminister war, wollte auf die Forderungen des Internationalen Währungsfonds eingehen, was Privatisierungen und eine Zusicherung der Abnahme eines Teils des Zuckerrohrs zur Folge gehabt hätte. Im Gegenzug hätte man einen Teil der Beamten entlassen müssen und die Lebensmittelpreise wären gestiegen. Wegen des Widerstandes der PSM zerbrach die Koalition schon 1983 und Anerood Jugnauth gründete daraufhin das Mouvement Socialiste Mauricien (MSM), das dann nach einem knappen Wahlsieg als Koalitionsregierung die Regierungsgeschäfte übernahm. Ein erster Versuch, 1990 Mauritius zu einer Republik unter Paul Bérenger als Präsident zu machen, scheiterte an der Zustimmung durch die Opposition.
Nach dem Tod Seewoosagurs übernahm sein Sohn Navin Ramgoolam die Führung der MLP. Bei den Wahlen 1991 unterlagen die MLP und die PMSD der Militant Socialist Movement (MSM) unter Jugnauth, der damit wiedergewählt wurde.
| Premierminister von Mauritius | Premierminister von Mauritius | Premierminister von Mauritius |
| ----------------------------- | ----------------------------- | ----------------------------- |
| Seewoosagur Ramgoolam         |                               | 1968–1982                     |
| Anerood Jugnauth              |                               | 1982–1995                     |
| Navin Ramgoolam               |                               | 1995–2000                     |
| Anerood Jugnauth              |                               | 2000–2003                     |
| Paul Bérenger                 |                               | 2003–2005                     |
| Navin Ramgoolam               |                               | 2005–2014                     |
| Anerood Jugnauth              |                               | 2014–2017                     |
| Pravind Jugnauth              |                               | ab 2017                       |

### Republik Mauritius
Am 12. März 1992 wurde Mauritius nach Einführung einer neuen Verfassung eine unabhängige Parlamentarische Republik im Commonwealth. Die Rolle des Staatsoberhauptes ging damit formell von Königin Elisabeth II. an den bisherigen Generalgouverneur Veerasamy Ringadoo über, der im Juni 1992 vom neuen Präsidenten Cassam Uteem abgelöst wurde.
Nach einigen politischen Skandalen, verbunden mit Korruption und Drogenhandel, wurde bei den Wahlen 1995 die MSM in die Opposition gedrängt, und die MMM und die MLP konnten die klare Mehrheit im Parlament erreichen, indem sie insgesamt 60 der 62 Sitze in der Legislative Assembly zu erringen vermochten. Dadurch wurde Navin Ramgoolam von der MLP, der Sohn des ersten mauritischen Premierministers, ebenfalls Premierminister. Die Koalition zerbrach aber 1997 wieder, als Bérenger mit seiner MMM aus der Koalition ausschied, und es kam zu Kabinettsumbildungen. Bei den nächsten Wahlen 2000 konnte Jugnauths MSM zusammen mit Bérengers MMM die Mehrheit erreichen, und erstgenannter wurde wiederum Premierminister. Er gab dieses Amt aber nach drei Jahren auf und nahm stattdessen das Amt des Präsidenten an. Für die verbleibende Amtszeit übernahm Paul Bérenger den Posten des Premierministers.
Seit den Wahlen vom Juli 2005 ist wieder Navin Ramgoolam Premierminister, nachdem die MLP in der sogenannten Sozialen Allianz mit dem linken MSM die Wahlen für sich entschied. Sir Anerood Jugnauth blieb Präsident. Seit den Wahlen 2017 ist Pravind Jugnauth Premierminister, Prithvirajsing Roopun wurde 2019 zum Präsidenten gewählt. Beide gehören dem MSM an.